# Dania Virgen García
Dania Virgen García (* 1965 Havana) je kubánská nezávislá novinářka.
Od roku 1988 působí aktivně v disentu a spolupracuje s hnutím na obranu lidských práv. V počátcích svého novinářského působení psala pro místní samizdatové noviny, později v roce 2009 založila svůj blog. Její články také pravidelně publikuje kubánský nezávislý týdeník Primavera a internetový zpravodajský server Cubanet.org, věnující se politické a společenské situaci na Kubě, jehož redakce sídlí v USA.
Dania je jednou z žen, která se účastní tzv. pochodů Dam v bílém, které se konají s cílem dosáhnout svobody pro své příbuzné uvězněné z politických důvodů. V dubnu 2010 byla kvůli svým opozičním aktivitám zadržena a během dvou dnů odsouzena k 20 měsícům odnětí svobody. Později byla podmínečně propuštěna.